# Еноты
Ено́ты (лат. Procyon) — род хищных млекопитающих семейства енотовых. Представители рода — обитатели Америки. На территории Евразии и, в частности, в России интродуцирован единственный вид — енот-полоскун.

## Название
В России енота изначально знали по шкуркам, которые назывались «генеттовыми мехами», потому что зверёк с полосатым хвостом напоминает генету. Позднее это название превратилось в «генот» или енот. Английское название raccoon, заимствованное и в некоторые другие языки, происходит из поухатана — одного из языков американских индейцев, где енота называли ärähkun, от ärähkuněm, что означает «скребёт руками»; во многих европейских и азиатских языках енота буквально называют «медведь-полоскун», «моющий медведь». Латинское (греческого происхождения) название Procyon значит «пред-собака», «перед собакой»; так же называется звезда Процион в созвездии Малого Пса.

## Общие особенности
Большие пальцы енотов (хотя они и не противопоставленные) позволяют им открывать многие закрытые контейнеры (например, мусорные баки) и двери.
Они всеядны и имеют репутацию умных и озорных. Их интеллект и ловкость позволяют им выживать в самых разных средах, и они являются одними из немногих животных среднего и крупного размера, которые расширили свой ареал с тех пор, как началось вторжение человека (другой пример — койот).
Задние лапы енота стопоходящие, как у людей и медведей.
Енотов иногда считают вредителями.
Еноты отлично адаптировались к городской среде, копошась по мусорным бакам и другим источникам пищи.
Хотя есть некоторые различия в зависимости от вида, еноты имеют длину 51—102 см (20—40 дюймов) (включая хвост, длина которого составляет от 20 до 41 см). Весят от 4,5 до 15,9 кг (от 10 до 35 фунтов). Самцы енотов обычно крупнее самок.
Еноты могут жить до 16 лет в дикой природе, хотя большинство из них не доживают до второго года жизни. Енот, переживший молодость, проживет в среднем пять лет. Основными причинами смертности являются люди (охота, отлов, автомобили) и недоедание.

## Инвазивное влияние
Популярность аниме «Rascal the Raccoon» (на японском Araiguma Rasakaru) привела к популярности разведения енотов в качестве домашних животных в Японии. Впоследствии еноты были массово отпущены на волю, что привело к бесконтрольному размножению енотов по всей территории страны. К 2004 году еноты распространились в 42 префектурах из 47.

## Виды
В роде енотов (Procyon) выделяют 3—4 вида:
- Procyon lotor — Енот-полоскун — 23 подвида, в том числе:
  - †Procyon lotor gloveralleni — Барбадосский енот;
  - Procyon lotor insularis — Тресмариасский енот;
  - Procyon lotor maynardi — Багамский енот;
  - Procyon lotor minor — Гваделупский енот;
- Procyon cancrivorus — Енот-ракоед;
- Procyon pygmaeus — Косумельский енот;